# Sarogo (Nobéré)
Pour les articles homonymes, voir Sarogo.
Sarogo est une commune rurale située dans le département de Nobéré de la province du Zoundwéogo dans la région Centre-Sud au Burkina Faso.

## Géographie
Sarogo est localisé à 16 km au nord de Nobéré et à 3 km au sud de Nobili. Le village est traversé par la route nationale 5.

## Santé et éducation
Le centre de soins le plus proche de Sarogo est le centre de santé et de promotion sociale (CSPS) de Nobili tandis que le centre médical (CMA) le plus proche se trouve à Manga.
Le village possède une école primaire publique.